# Nárnia
Nárnia é um mundo fantástico criado pelo escritor Irlandês Clive Staples Lewis como local narrativo para As Crônicas de Nárnia, uma série de sete livros. O mundo é chamado assim em homenagem ao país de Nárnia, onde acontece a maior parte da história.
Em Nárnia, alguns animais podem falar, as criaturas mitológicas abundam, e a magia é comum. As pessoas, geralmente crianças, entram no mundo narniano provenientes do "nosso mundo", a Terra.

## Geografia

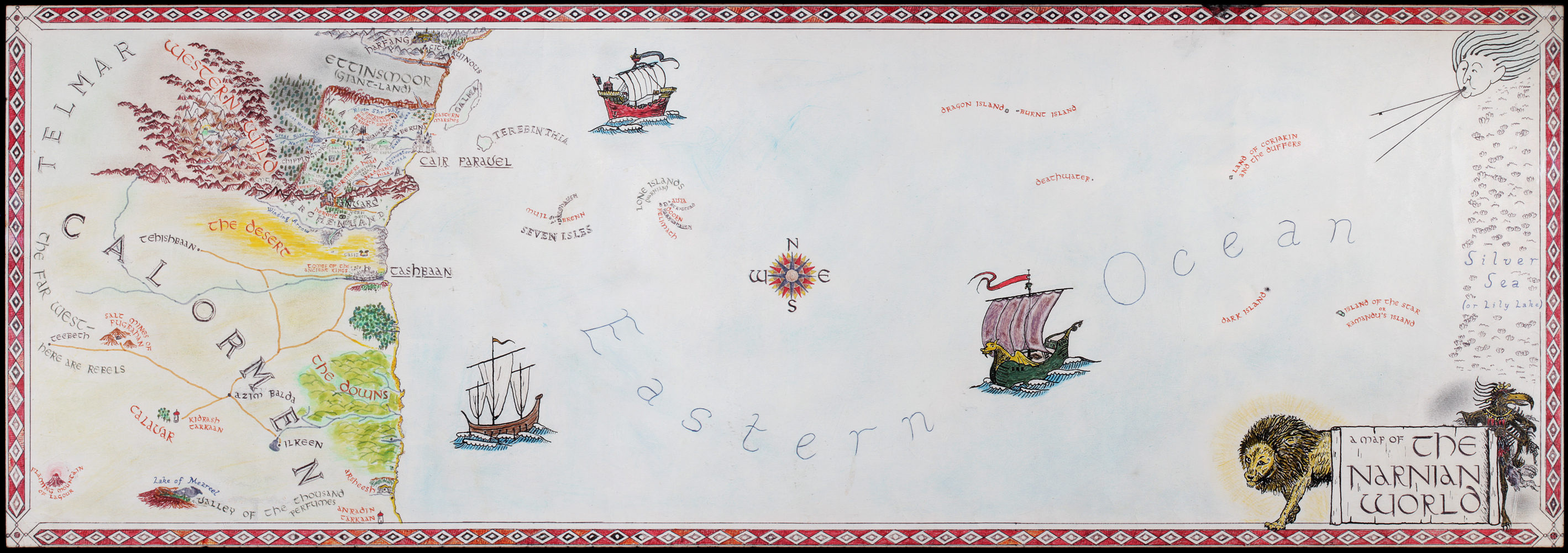
Mapa do mundo de Nárnia.

Nárnia é um mundo plano e geocêntrico, ao contrário do nosso, conforme é narrado em A Viagem do Peregrino da Alvorada. No limiar do mundo de Nárnia, o oceano tem água doce, é coberto por flores, e o céu encontra o mar. Além do mais, no extremo leste deste oceano está o País de Aslam.
O solo é uma camada morta como a pele que recobre o nosso corpo, mas no interior da terra, as rochas também são criaturas vivas como é relatado em A Cadeira de Prata.
O céu é habitado pelas estrelas, que também são vivas e realizam danças que os sábios podem interpretar para fazer predições sobre a chegada de Aslam e outros acontecimentos.
O sol é um disco em chamas que dá a volta em torno do mundo de Nárnia uma vez a cada dia. É no sol que estão as flores de fogo, cujo extrato compõe o líquido do frasco de diamante entregue para Lúcia por Papai Noel no livro O Leão, A Feiticeira e o Guarda-Roupa.

### Lista de localidades
Nárnia é o principal país dentro do mundo de Nárnia; porém este mundo contém outros locais, como a Arquelândia, Ermo do Lampião, a Calormânia, a Charneca de Ettin, o Grande Deserto, Telmar, os Campos Agrestes do Norte, os Campos Ocidentais e o País de Aslam.

### Multiverso
Lewis descreve nos livros um multiverso onde Nárnia é um dos vários universos existentes juntamente com o mundo em que vivemos. Isto pode ser observado no Bosque entre Mundos de O Sobrinho do Mago, que possui lagos que ligam diversos universos, entre eles o nosso, o de Nárnia e o de Charn, de onde provém Jadis, a Feiticeira Branca.
Cada história propicia uma passagem diferente do nosso mundo para o mundo de Nárnia, de modo que algumas crianças de nosso mundo possam entrar no mundo de Nárnia. O primeiro meio de passagem foram os anéis mágicos do Tio André em O Sobrinho do Mago, passando pelo guarda-roupa de O Leão, A Feiticeira e o Guarda-Roupa, e também a própria vida, como acontece em A Última Batalha.

### Passagem do tempo
O tempo em Nárnia não passa da mesma forma que em nosso mundo. Em geral ele passa muito mais rápido em Nárnia, como acontece em O Leão, A Feiticeira e o Guarda-Roupa quando as crianças crescem e se tornam grandes reis, mas voltam pelo guarda-roupa de volta ao nosso mundo como se não houvesse passado tempo algum. Em Príncipe Caspian, é revelado que o tempo em Nárnia é muito rápido ao compará-lo ao tempo do nosso mundo, quando Susana diz que 1300 anos em Nárnia correspondem a 1 ano em nosso mundo.
A ideia de que o tempo passa de maneira diferente em locais diferentes nos remete a Teoria da Relatividade de Albert Einstein e alguns versículos da Bíblia como Salmo 90:4 Porque mil anos são aos teus olhos como o dia de ontem que passou, e como a vigília da noite.
Os livros narram vários trechos da história de Nárnia, começando com a criação em O Sobrinho do Mago, até que o fim é decretado em A Última Batalha.

## História
O autor forneceu uma linha do tempo que enumera os acontecimentos relevantes de Nárnia, em anos daquele mundo. Eis uma lista dos fatos mais relevantes:
| Fato ou acontecimento                                                                           | Ano na linha do tempo de Nárnia |
| ----------------------------------------------------------------------------------------------- | ------------------------------- |
| Criação do universo de Nárnia, e fatos narrados em O Sobrinho do Mago                           | Ano 1                           |
| Fundação do reino da Arquelândia                                                                | Ano 180                         |
| Incorporação das Ilhas Solitárias à Nárnia                                                      | Ano 302                         |
| Chegada dos telmarinos a Telmar                                                                 | Ano 460                         |
| Jadis retorna para Nárnia                                                                       | Ano 898                         |
| Início do inverno de cem anos                                                                   | Ano 900                         |
| Acontecimentos narrados em O Leão, A Feiticeira e o Guarda-Roupa                                | Ano 1000                        |
| Acontecimentos narrados em O Cavalo e seu Menino                                                | Ano 1014                        |
| Fim da época de ouro                                                                            | Ano 1015                        |
| Os telmarinos invadem e conquistam Nárnia                                                       | Ano 1998                        |
| Acontecimentos narrados em O Príncipe Caspian                                                   | Ano 2303                        |
| Acontecimentos narrados em A Viagem do Peregrino da Alvorada                                    | Ano 2306                        |
| Casamento de Caspian X                                                                          | Ano 2310                        |
| Morte da rainha (esposa de Caspian X) e desaparecimento de Rilian, o príncipe herdeiro ao trono | Ano 2345                        |
| Acontecimentos narrados em A Cadeira de Prata                                                   | Ano 2356                        |
| Acontecimentos narrados em A Última Batalha                                                     | Ano 2555                        |

## Habitantes
Nárnia é habitada pelos animais e criaturas mitológicas criadas por Aslam conforme é narrado em O Sobrinho do Mago.

### Aslam
Leão redentor de Nárnia, responsável pela sua criação e destruição. Criou Nárnia através do seu canto, como é relatado em O Sobrinho do Mago. Ele é referenciado como filho do Imperador de Além-Mar, e aparece em Nárnia quando o país precisa de ajuda.

### Anões
Há dois tipos de anões habitando Nárnia, os vermelhos e os negros, cuja diferença está justamente na cor dos cabelos. Além disso, os anões de cabelo vermelho são mais fiéis a Aslam, enquanto os de cabelo escuro são mais inclinados à batalha e a seus próprios problemas. Também é relatado que há anões renegados que são mestiços com humanos. Isso nos leva a crer que também existem anãs.
Exemplos de anões citados são Nikabrik (um anão negro) e Trumpkin (um anão vermelho). Também temos o anão mestiço Dr. Cornelius, o mentor de Caspian X na sua juventude. Todos estes aparecem em O Príncipe Caspian.

### Animais falantes
Há diversas espécies de animais falantes, desde roedores até lobos e cavalos. Apesar destes animais se parecerem com os que encontramos em nosso mundo, possuem algumas diferenças além da habilidade de falar. Por exemplo, o tamanho diferente dos animais que não sabem falar nem pensar.
Os animais que falam são poupados dos serviços pesados em respeito ao intelecto atribuído a eles no momento da criação de Nárnia. Em todos os livros é dito que matar um destes animais é um crime odioso. O mesmo não acontece com os animais não falantes.
Exemplos de animais falantes citados nos livros são Maugrim, Caça-Trufas, Ripchip e Plumalume. Em A Cadeira de Prata, também há a alusão a um Cervo Falante que foi caçado pelos gigantes.

### Criaturas mitológicas
Inúmeras criaturas mitológicas também habitam o mundo de Nárnia, grande parte vinda da mitologia grega. Por exemplo, o Sr. Tumnus é um fauno, e Passofirme é um centauro.
Em O Príncipe Caspian também são citadas divindades mitológicas como Baco, Sileno e Pã, que na história se sujeitam à autoridade de Aslam.

### Feiticeiras
É relatada a aparição de duas feiticeiras em Nárnia em duas épocas distintas.
A primeira é a Feiticeira Branca, também conhecida como Jadis, imperatriz de Charn. Esta feiticeira esteve presente em Nárnia desde a sua criação, conforme é narrado em O Sobrinho do Mago, sendo rainha ilegítima mantendo o país castigado por um inverno de cem anos, até que foi derrotada em O Leão, A Feiticeira e o Guarda-Roupa por Aslam.
A segunda é a Dama do Vestido Verde, também conhecida como Feiticeira Verde. Ela aparece em A Cadeira de Prata, e possuia planos de conquistar Nárnia, raptando o príncipe da época, Rilian, filho do rei Caspian X.

### Outras criaturas
Entre outras criaturas, podemos citar o pessimista paulama Brejeiro (de A Cadeira de Prata). Os paulamas possuem o corpo de um homem alto e magro com mãos e pés de sapo, além de morarem em pântanos e terem hábitos pouco higiênicos. Aparentemente são criação de C.S. Lewis.
Também podemos citar os terrícolas que habitam o mundo inferior (mostrados em A Cadeira de Prata) e os tontópodes, criaturas de uma perna só, e com tendência a seguirem cegamente os pensamentos dos mais influentes, conforme narrado em A Viagem do Peregrino da Alvorada.
Por final também temos a citação do Papai Noel em O Leão, A Feiticeira e o Guarda-Roupa, e a aparição do temido Tash, venerado como divindade pelos calormanos, e tido como alegoria para Satanás. Também aparece na história o Pai Tempo, que aparece em A Cadeira de Prata dormindo no Reino Profundo, e novamente na A Última Batalha para chamar as estrelas e apagar o sol.